# Marcia sinfonica

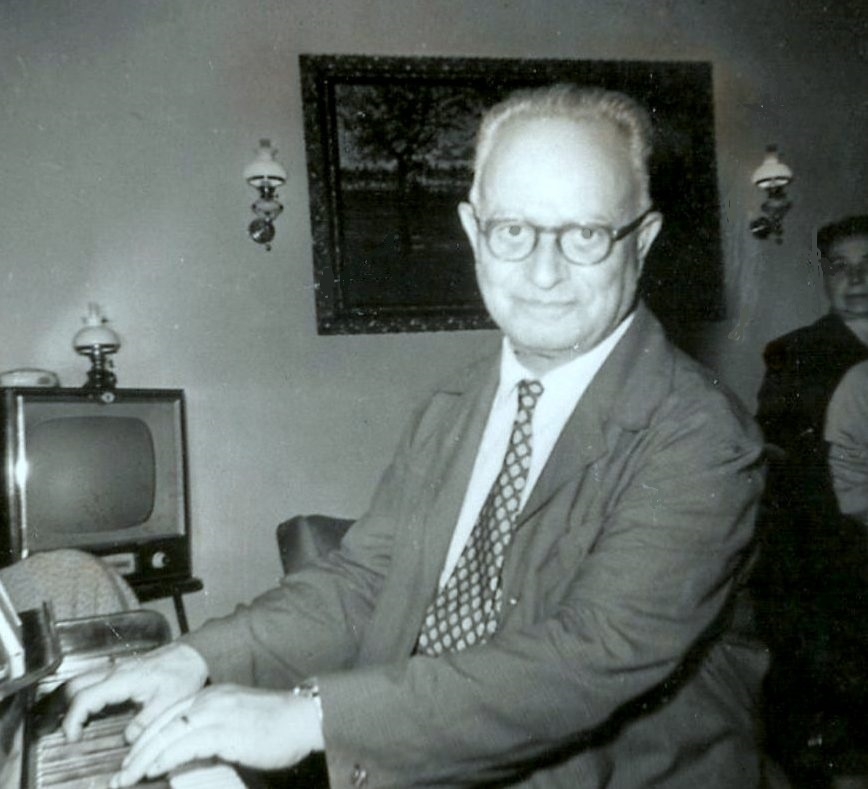
Giovanni Orsomando, uno dei più noti compositori di marce sinfoniche

La marcia sinfonica è una composizione musicale figlia della marcia comune, destinata alle formazioni bandistiche e tipica dell'Italia, da cui si è diffusa in tutto il mondo assurgendo a forma standard delle marce concertistiche nelle varie tradizioni nazionali. Si differenzia dalla forma base della marcia (militare) per la sua destinazione puramente artistica, che ne fa una composizione di maggior respiro e di più ampia libertà e complessità formale.

## Storia
La marcia sinfonica ha origine in Italia tra fine Ottocento e inizio Novecento, quando in Abruzzo, Puglia, Basilicata e in generale nel Meridione emerge quella tradizione bandistica che, ininterrottamente fino alla contemporaneità, anima il folklore delle città nelle feste civili e religiose. Si sviluppa così, per mano dei compositori di musica per banda (tipicamente direttori della stessa), una nuova forma musicale che coniuga la sonorità dell'orchestra di fiati con la predilezione popolare per le arie d'opera, prendendo le mosse dal genere bandistico per eccellenza, la marcia.
Un'ipotesi concreta sull'origine della marcia sinfonica vuole che essa discenda più specificamente dal paso doble, la marcia-danza torera spagnola: a deporre in tal senso sarebbe la comune tensione a produrre ampie e gradevoli melodie, unita all'atavico legame tra l'Italia meridionale e la cultura spagnola, retaggio dei secoli della dominazione e ancora presente nella scuola napoletana che forma o influenza i compositori dell'epoca. Tra i pionieri di questo filone si annoverano il molisano Crisanto Del Cioppo, filogaribaldino e fondatore della banda di Bomba, e un suo allievo, l'abruzzese Luigi Marchetti, considerati rispettivamente il primo ad applicare alla banda il «passo doppio» e il primo a diffonderlo.
Nel primo Novecento il «passo doppio» si dimostra per stile un chiaro antesignano della marcia sinfonica in composizioni come Abruzzo forte e gentile di Carlo Della Giacoma. La prima notizia certa di un pezzo denominato «marcia sinfonica» riguarda tuttavia la banda di Bitonto guidata da Davide Delle Cese, il quale già nel giugno 1894 dirige tale propria composizione a Roma, sostituendo una banda militare.
La marcia sinfonica fiorisce nel corso del XX secolo nell'opera di numerosi specialisti, tanto in Italia, dove entra nel repertorio concertistico di tutte le bande e resta tradizionale delle manifestazioni popolari del Meridione (specie, ma non solo, le processioni religiose), quanto all'estero, dove diventa paradigma delle marce da concerto. Ciò specialmente negli Stati Uniti, per opera di direttori di banda d'origine italiana. Varie sono le composizioni esportate con successo, dall'Inglesina di Delle Cese a Banda Sucre, Olandese e Olimpica di Orsomando, edite nei Paesi Bassi.
Fulvio Creux vede nel genere l'equivalente italiano meridionale del valzer viennese, come espressione di un ambiente sociale che si rispecchia nella musica, ferma restando la distanza tra le due realtà. Ciò pare riflettersi nella stessa tendenza degli autori ad attribuire alle composizioni un titolo indipendente dal contenuto e legato arbitrariamente ai luoghi, o talvolta evocante un nome di donna.

## Struttura e caratteristiche

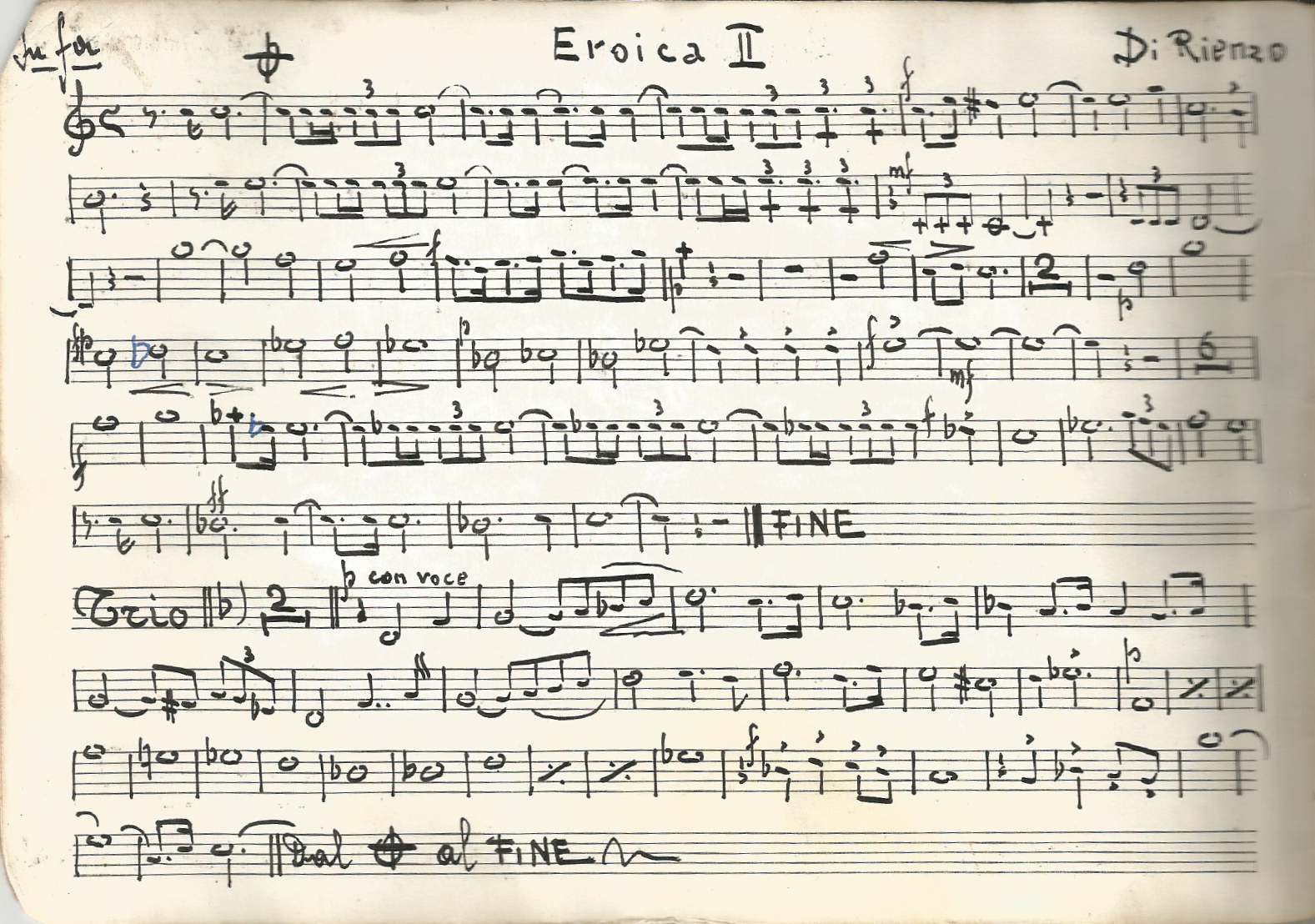
Parte per primo corno in fa della marcia sinfonica Eroica Seconda, di Concezio Di Rienzo

Rispetto al rigoroso impianto della marcia comune, la marcia sinfonica si caratterizza per una libertà di forma e contenuto che non permette di inquadrarla in uno schema universale. Nell'insieme, il suo carattere tende alla rapsodia e ha natura festosa, ma può enormemente variare anche nel corso della stessa composizione: dall'eroicità, alla gaiezza, all'elegia secondo i temi volta a volta esposti. Il metro più diffuso è il 44 eseguito a un tempo poco più lento del tempo di marcia militare. La composizione però si dilata fino a una durata anche molto superiore (da cinque a otto minuti rispetto ai canonici tre o quattro della marcia tout court). L'armonia tende a una maggiore complessità. La struttura della composizione si caratterizza spesso per l'impiego dell'imitazione contrappuntistica con virtuosismo del clarinetto, per lo «squillo» fortissimo di tromba che marca l'avvicendarsi degli episodi, per la trionfalità e festosità della coda, anch'essa eseguita fortissimo e accompagnata da figure ribattute (ottavi), mentre il canto ripropone il secondo tema o più di rado un altro già esposto. Complessivamente la struttura si richiama a modelli romantici e in particolare wagneriani, con vari stereotipi sinfonici.